# Пенфей

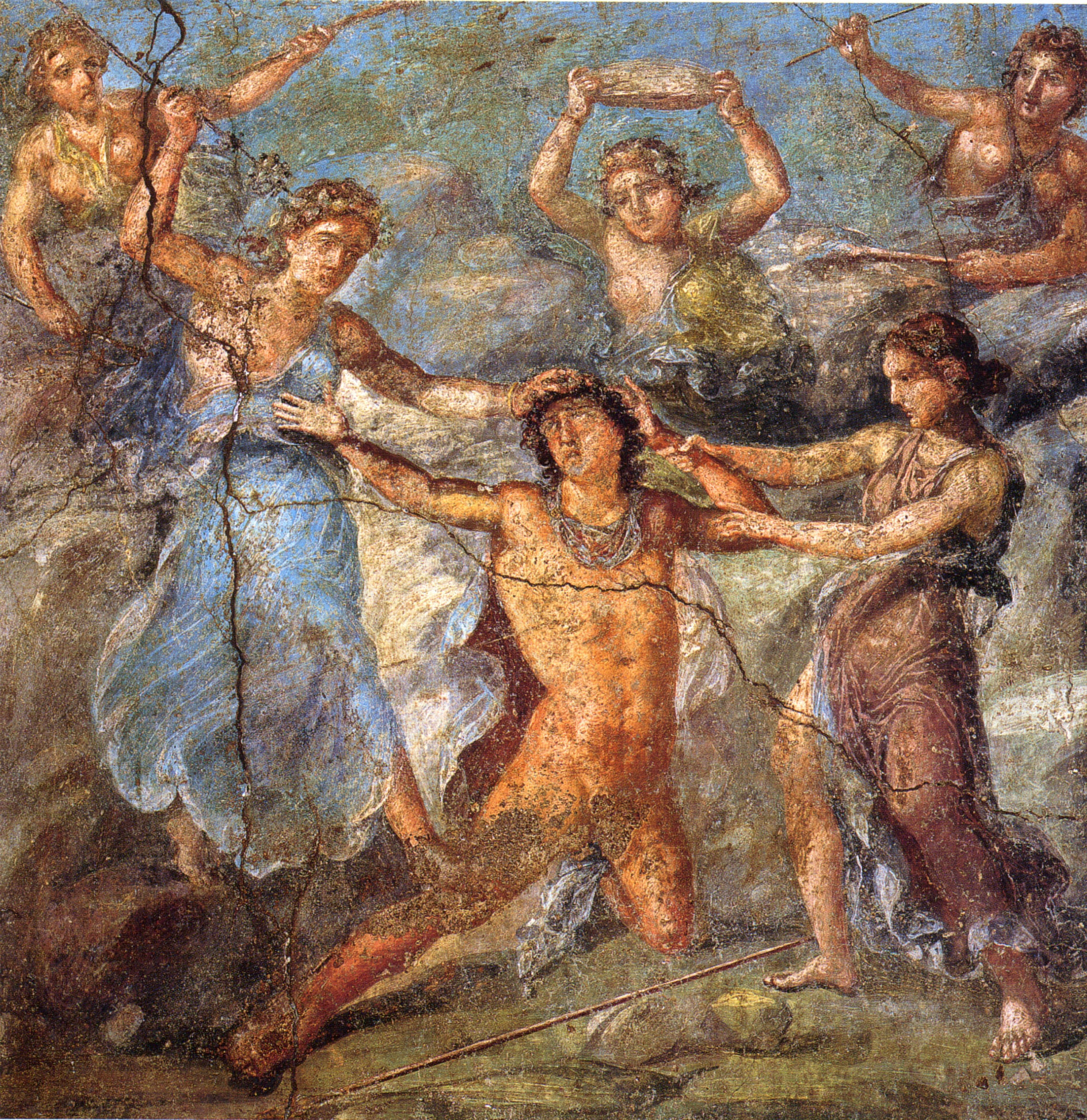
Пенфея разрывают вакханки, античная фреска из Помпеи

Пенфе́й (др.-греч. Πενθεύς) — в древнегреческой мифологии царь города Фивы (по Павсанию, царем был Полидор, а Пенфей просто могуществен). Сын Агавы и Эхиона, внук Кадма и Гармонии. Был растерзан во время вакханалии своей матерью и её сестрами Автоноей и Ино.
Не приносил жертв Дионису и не признавал его богом. Тиресий предсказал ему остерегаться вакхических таинств.
Пенфей отправился на Киферон, чтобы прекратить вакхические неистовства. Забрался на ель, в чём ему помог Дионис, но вакханки вырвали ель с корнями. Мать Агава растерзала его. Либо его растерзали Агава, Ино и Автоноя при участии других вакханок, что вызвало «торжество трёх толп». Осталась только голова.
В каком месте Киферона это произошло, Павсанию точно неизвестно. По Страбону, у селения Скол у подошвы Киферона. Из дерева, на котором он сидел, были сделаны деревянные изображения Диониса-Лисия и Вакха в Коринфе.
Действующее лицо трагедии Феспида «Пенфей», Эсхила «Пенфей, или Вакханки» (фр. 183, 22 Радт), Еврипида «Вакханки», Иофонта, Ликофрона и Пакувия «Пенфей».